# Regnów
Regnów – wieś w Polsce położona w województwie łódzkim, w powiecie rawskim, w gminie Regnów.
Od XIII w. Regnów jest siedzibą rzymskokatolickiej parafii Nawiedzenia NMP.
Wieś królewska w dzierżawie Regnów w ziemi rawskiej województwa rawskiego w 1792 roku. W latach 1954-1972 wieś była siedzibą gromady Regnów. W latach 1975–1998 miejscowość administracyjnie należała do województwa skierniewickiego.
Miejscowość jest siedzibą gminy Regnów.
W Regnowie znajduje się zabytkowy kościół pw. Nawiedzenia NMP, z rokokowym ołtarzem głównym oraz amboną w kształcie łodzi z żaglem.
Urodził się tu Stanisław Wojciechowski, warszawski nauczyciel, od 1953 do 1974 dyrektor Liceum Ogólnokształcącego im. T. Reytana w Warszawie,   autor dwuczęściowej monografii Regnów: miejscowość ziemi rawsko-mazowieckiej w dokumentach i świadomości ludzi (1993).
We wsi jest przystanek kolei wąskotorowej Regnów obsługujący ruch turystyczny.

## Zabytki
Według rejestru zabytków nieruchomych na listę zabytków wpisane są obiekty:
- kościół parafialny pw. Nawiedzenia NMP, 1764, XIX w., nr rej.: 11/7 z 30.05.1946 oraz 265 z 27.12.1967
- cmentarz kościelny, nr rej.: 940 z 19.11.1993
- cmentarz rzymskokatolicki, nr rej.: 899 z 22.12.1992